# Liste des titres musicaux numéro un aux États-Unis en 1968

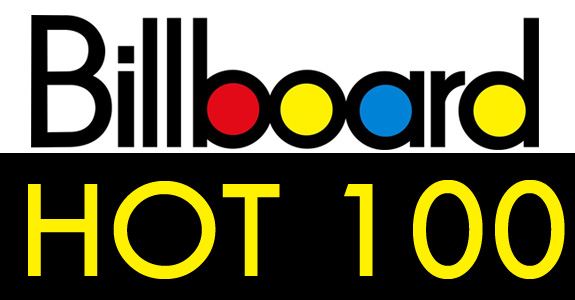
Logo du classement des cent titres musicaux les plus vendus, d'après le magazine Billboard de 1968.

Voici la liste les titres musicaux ayant eu le plus de succès au cours de l'année 1968 aux États-Unis d'après le magazine Billboard.

## Historique
| Date         | Artiste(s)                     | Titre                            | Référence |
| ------------ | ------------------------------ | -------------------------------- | --------- |
| 6 janvier    | The Beatles                    | Hello, Goodbye                   |           |
| 13 janvier   | The Beatles                    | Hello, Goodbye                   |           |
| 20 janvier   | John Fred and His PlayBoy Band | Judy in Disguise (With Glasses)  |           |
| 27 janvier   | John Fred and His PlayBoy Band | Judy in Disguise (With Glasses)  |           |
| 3 février    | The Lemon Pipers               | Green Tambourine                 |           |
| 10 février   | Paul Mauriat                   | Love is Blue                     |           |
| 17 février   | Paul Mauriat                   | Love is Blue                     |           |
| 24 février   | Paul Mauriat                   | Love is Blue                     |           |
| 2 mars       | Paul Mauriat                   | Love is Blue                     |           |
| 9 mars       | Paul Mauriat                   | Love is Blue                     |           |
| 16 mars      | Otis Redding                   | (Sittin' On) The Dock of the Bay |           |
| 23 mars      | Otis Redding                   | (Sittin' On) The Dock of the Bay |           |
| 30 mars      | Otis Redding                   | (Sittin' On) The Dock of the Bay |           |
| 6 avril      | Otis Redding                   | (Sittin' On) The Dock of the Bay |           |
| 13 avril     | Bobby Goldsboro                | Honey                            |           |
| 20 avril     | Bobby Goldsboro                | Honey                            |           |
| 27 avril     | Bobby Goldsboro                | Honey                            |           |
| 4 mai        | Bobby Goldsboro                | Honey                            |           |
| 11 mai       | Bobby Goldsboro                | Honey                            |           |
| 18 mai       | Archie Bell and the Drells     | Tighten Up                       |           |
| 25 mai       | Archie Bell and the Drells     | Tighten Up                       |           |
| 1er juin     | Simon and Garfunkel            | Mrs. Robinson                    |           |
| 8 juin       | Simon and Garfunkel            | Mrs. Robinson                    |           |
| 15 juin      | Simon and Garfunkel            | Mrs. Robinson                    |           |
| 22 juin      | Herb Alpert                    | This Guy's in Love with You      |           |
| 29 juin      | Herb Alpert                    | This Guy's in Love with You      |           |
| 6 juillet    | Herb Alpert                    | This Guy's in Love with You      |           |
| 13 juillet   | Herb Alpert                    | This Guy's in Love with You      |           |
| 20 juillet   | Hugh Masekela                  | Grassing in the Grass            |           |
| 27 juillet   | Hugh Masekela                  | Grassing in the Grass            |           |
| 3 août       | The Doors                      | Hello, I Love You                |           |
| 10 août      | The Doors                      | Hello, I Love You                |           |
| 17 août      | The Rascals                    | People Got to be Free            |           |
| 24 août      | The Rascals                    | People Got to be Free            |           |
| 31 août      | The Rascals                    | People Got to be Free            |           |
| 7 septembre  | The Rascals                    | People Got to be Free            |           |
| 14 septembre | The Rascals                    | People Got to be Free            |           |
| 21 septembre | Jeannie C. Riley               | Harper Valley PTA                |           |
| 28 septembre | The Beatles                    | Hey Jude                         |           |
| 5 octobre    | The Beatles                    | Hey Jude                         |           |
| 12 octobre   | The Beatles                    | Hey Jude                         |           |
| 19 octobre   | The Beatles                    | Hey Jude                         |           |
| 26 octobre   | The Beatles                    | Hey Jude                         |           |
| 2 novembre   | The Beatles                    | Hey Jude                         |           |
| 9 novembre   | The Beatles                    | Hey Jude                         |           |
| 16 novembre  | The Beatles                    | Hey Jude                         |           |
| 23 novembre  | The Beatles                    | Hey Jude                         |           |
| 30 novembre  | Diana Ross and the Supremes    | Love Child                       |           |
| 7 décembre   | Diana Ross and the Supremes    | Love Child                       |           |
| 14 décembre  | Marvin Gaye                    | I Heard It Through the Grapevine |           |
| 21 décembre  | Marvin Gaye                    | I Heard It Through the Grapevine |           |
| 28 décembre  | Marvin Gaye                    | I Heard It Through the Grapevine |           |